# Кулио
Артис Леон Ајви млађи (енгл. Artis Leon Ivey Jr.; Монесен, 1. август 1963 — Лос Анђелес, 28. септембар 2022), познатији под уметничким именом Кулио (енгл. Coolio), био је амерички репер и глумац.

## Уметнички рад
Његови најпознатији хитови су Gangsta's Paradise, I'll See You When U Get There и песма Gangsta Walk коју пева заједно са Снуп Догом. Gangsta's Paradise је песма која је била изабрана за филм Dangerous Minds, па је касније снимљен и спот са Мишел Фајфер, која глуми у том филму. Занимљивост је да је Кулио глумио у хрватском филму „Та дивна сплитска ноћ“ са Дином Дворником.

## Смрт
Преминуо је 28. септембра 2022. у кући свог пријатеља у Лос Анђелесу.